# Avenay-Val-d’Or
Avenay-Val-d’Or település Franciaországban, Marne megyében. Lakosainak száma 961 fő (2022. január 1.). Avenay-Val-d’Or Germaine, Fontaine-sur-Ay, Mutigny és Aÿ-Champagne községekkel határos.

## Népesség
A település népességének változása:
| Lakosok száma | 1009 | 953  | 991  | 886  | 925  | 988  | 1026 | 1031 | 1008 | 961  |
|               | 1968 | 1982 | 1990 | 2006 | 2013 | 2015 | 2017 | 2019 | 2020 | 2022 |